# QJot
QJot is een freeware-teksteditor, dat als alternatief kan dienen voor WordPad. Het is geschikt voor Windows 2000 en hoger.
Het programma heeft RTF als standaard bestandsformaat, maar het opent ook Word- en WordPerfect-bestanden. Omdat het programma slechts 600 kilobyte groot is, is het ook erg geschikt om te gebruiken op kleine gegevensdragers, zoals een USB-stick.
Het programma heeft functies die standaard zijn voor een tekstverwerker, zoals een woordenteller, een sorteerfunctie, de mogelijkheid tot het invoegen van datum, objecten en afbeeldingen. Een bijzonderheid is de mogelijkheid om de geselecteerde tekst aan te passen van kleine letters naar hoofdletters en andersom. Ook kunnen hoofd- en kleine letters van een geselecteerde tekst omgekeerd worden, bijvoorbeeld wanneer bij vergissing de caps locktoets is gebruikt en er een zin werd getypt, beginnend met een kleine letter en de volledige zin in hoofdletters werd vervolledigd.